# Военная медицина

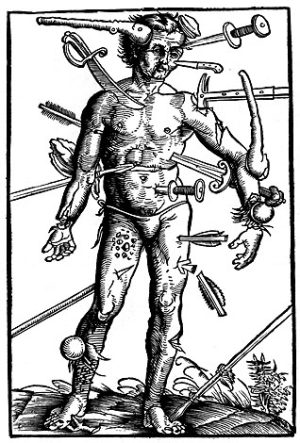
Иллюстрация, показывающая многообразие ранений из книги Feldbuch der Wundarznei (Полевое руководство по обработке ран) Ганса фон Герсдорфа (Hans von Gersdorff), (1517).

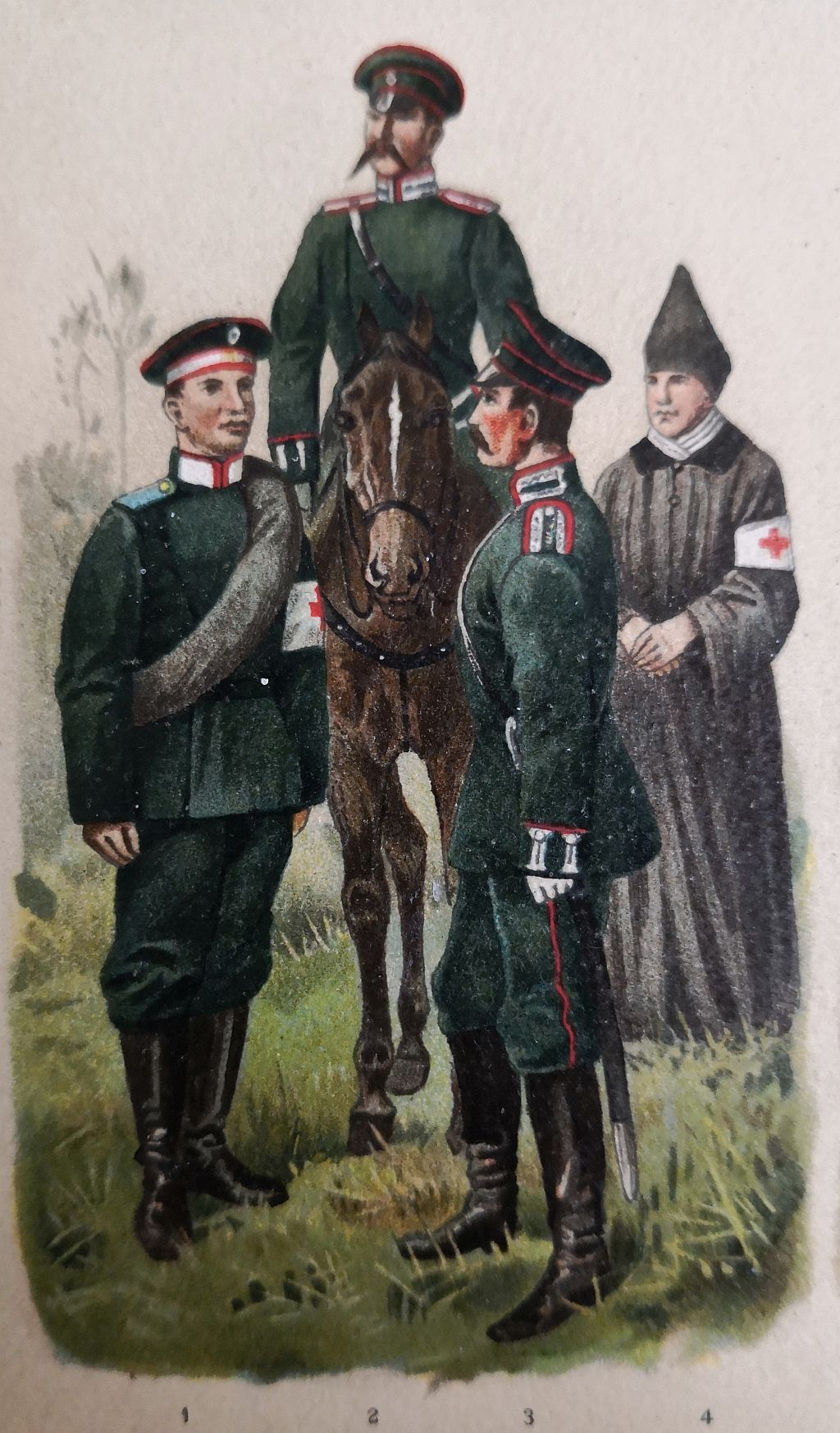
Военнослужащие медицинской службы Русской армии, 1896 год:
(1) санитар-носильщик в пехоте (форма соответствующих полков с повязкой);
(2) и (3) военные врачи (форма соответствующих полков);
(4) греко-католическая монахиня.

Вое́нная медици́на — система научных знаний и практических мер, является областью медицины и составной частью военного дела, занимающаяся укреплением здоровья, изучением, предупреждением и лечением заболеваний и повреждений возникающих у человека в связи с прохождением им военной службы, соответственно с его участием в военных (боевых) действиях или проживанием на территории, где ведутся военные (боевые) действия.
Например, к заболеваниям и повреждениям относятся огнестрельные ранения, лучевая болезнь вследствие взрыва атомной бомбы, некоторые инфекции и химические отравления и др.
Также военная медицина занимается изучением и разработкой критериев определения медицинской и психологической пригодности призывников и добровольцев к прохождению военной службы.
Существует специальный раздел военной медицины, посвященный организации лечебного процесса на различных этапах медицинской эвакуации раненных и больных и организации самой эвакуации, сортировке раненых (медицинская сортировка) и больных. Он называется организация и тактика медицинской службы (ОТМС).

## История
Военные врачи были уже в войсках Древнего Рима, причем имеются сведения о том, что существовали даже штатные медицинские учреждения (госпитали, которые развертывались по одному на каждые 5—6 легионов).
Первые зачатки медицинской службы в западноевропейских войсках относятся к концу XV века, когда возникли регулярные армии. Уже в середине XVI века каждый полк испанской пехоты получил по одному штатному медику и хирургу; в Испании также были учреждены военно-лечебные заведения различных типов, послужившие затем образцом для таких же учреждений в других европейских армиях (местные и войсковые лазареты, военные палаты в гражданских больницах и т. д.). Во Франции и в империи Габсбургов врачи в эту эпоху из войск обычно находились лишь в свите главнокомандующих; для нужд же самих войск приходилось ограничиваться хирургами или цирюльниками. В XVI веке начало организовываться управление военно-медицинской частью в армии, сосредоточиваясь в руках главного военного медика (большей частью королевcкого врача). В XVII веке при полках были учреждены полковые госпитали, содержание которых производилось на вычеты из солдатского жалованья.
Что касается русской армии, то в 1616 году в списках Государственного разряда уже упоминаются полковые врачи, а военачальникам назначалась особая сумма на медицинские расходы. Позже Устав воинский Петра I определил структуру военно-медицинской службы: каждой дивизии полагался доктор и штаб-лекарь, каждому полку — полевой лекарь, каждой роте — фельдшер (цирюльник).
Во время наполеоновских войн во французской армии по инициативе Пьера Перси и Жана Доминика Ларрея были созданы мобильные передовые хирургические отряды — «летучие амбулансы». Их хирурги на легких повозках следовали непосредственно за войсками и с ходу оказывали медицинскую помощь раненым, а тяжелораненых вывозили в развернутые поблизости передовые пункты, где их оперировали старшие хирурги (главным образом, ампутировали конечности при огнестрельных переломах). Прооперированные раненые перевозились во временные лазареты, а затем — в госпитали.
Большую роль в развитии военной медицины сыграл Н. И. Пирогов, который во время Крымской войны сформулировал принципы медицинской сортировки раненых: они делились на 5 групп: 1) безнадежные, которым нужен лишь уход и предсмертные утешения; 2) раненые, требующие безотлагательной помощи; 3) раненые, требующие срочной помощи предохранительного характера; 4) раненые, хирургическая помощь которым нужна для последующей транспортировки; 5) легкораненые, нуждающиеся только в перевязке или извлечении поверхностно сидящей пули — с последующим возвращением в строй. Это позволяло экономить и распределять силы военных медиков.
Во время Первой мировой войны стали применять переливание крови в полевых условиях, для обнаружения пуль и  осколков в телах раненных стали использовать рентгеновские лучи. Стала оказываться специализированная медицинская помощь (глазные отряды, отделения и госпитали для челюстно-лицевых ранений). До XX века солдаты чаще погибали от болезней, чем от ран, полученных в бою. Так, во время Крымской войны 16 000 британских солдат умерли от болезней и лишь 2600 были убиты в бою. Во время Первой мировой войны меры по предотвращению распространения инфекционных заболеваний, в том числе прививки от столбняка и брюшного тифа, существенно ограничили распространение инфекций среди солдат.
Во время Второй мировой войны уже применялись антибиотики, такие как пенициллин, для восстановления лиц стала использоваться пластическая хирургия.

## Дисциплины

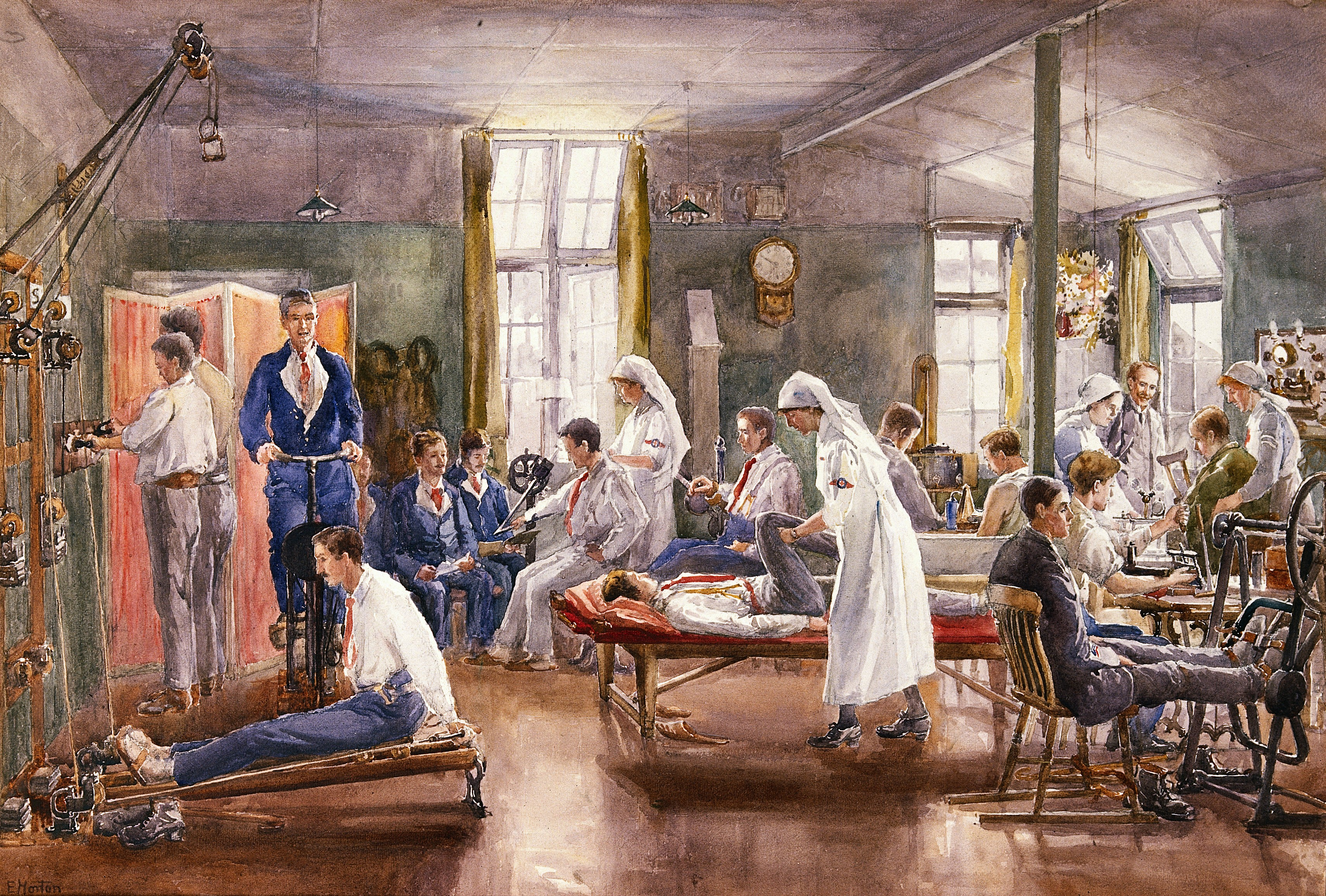
Тренажёры для раненых в госпитале (Первая мировая война)

В состав военной медицины входят следующие дисциплины:
- Военно-полевая терапия
- Военно-полевая хирургия
- Военная гигиена
- Военная токсикология, радиология и медицинская защита
- ОТМС (Организация и тактика медицинской службы)
- УПДМС (управление повседневной деятельностью медицинской службы)
- Военная эпидемиология
- Военная фармация
- Медицинское снабжение войск (частей)
- и так далее.

## Медицинская подготовка военнослужащих в воинских частях

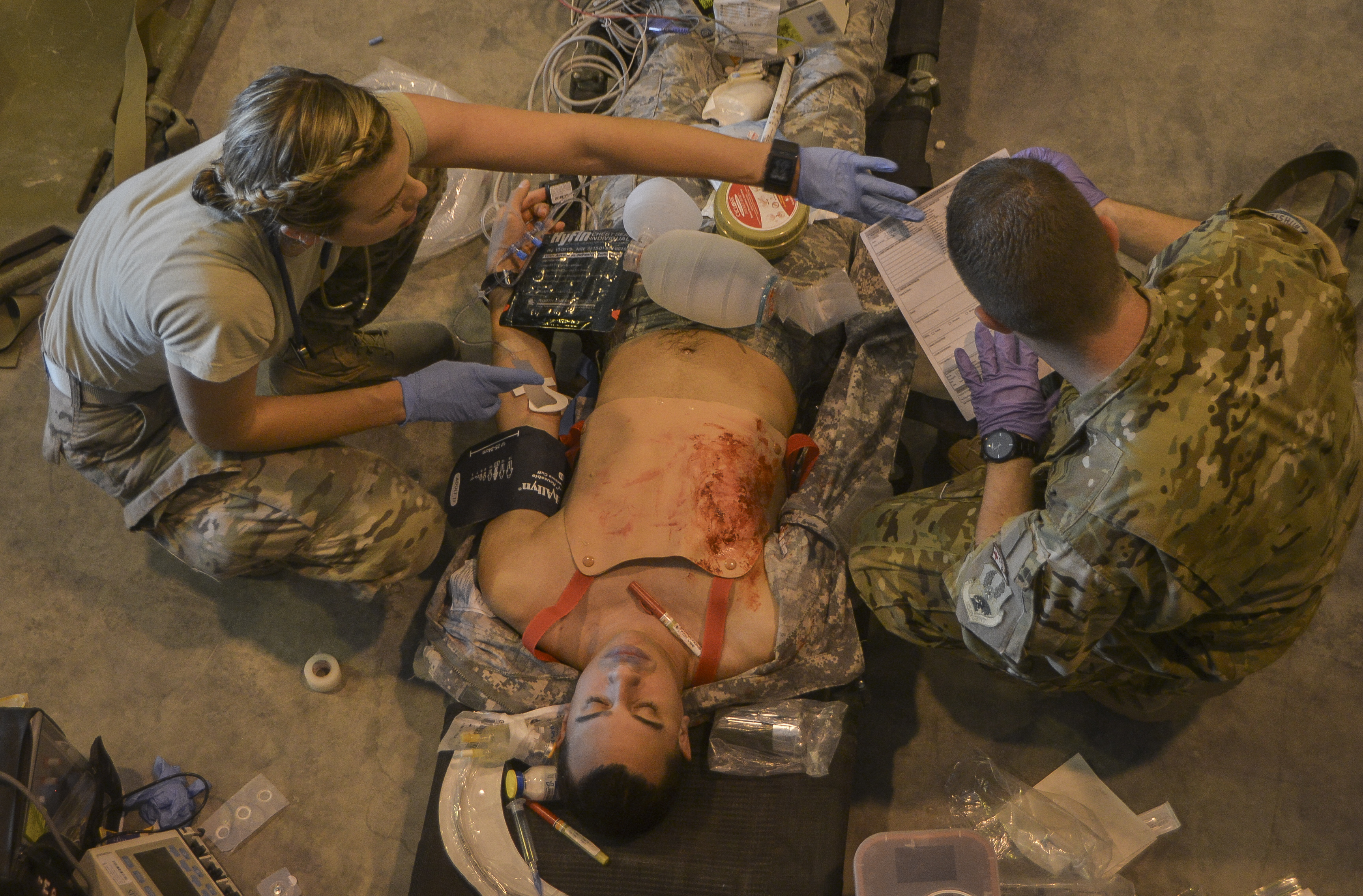
Оказание медицинской помощи военнослужащему в полевых условиях. База ВВС США в Катаре, 2014 г., учебные занятия

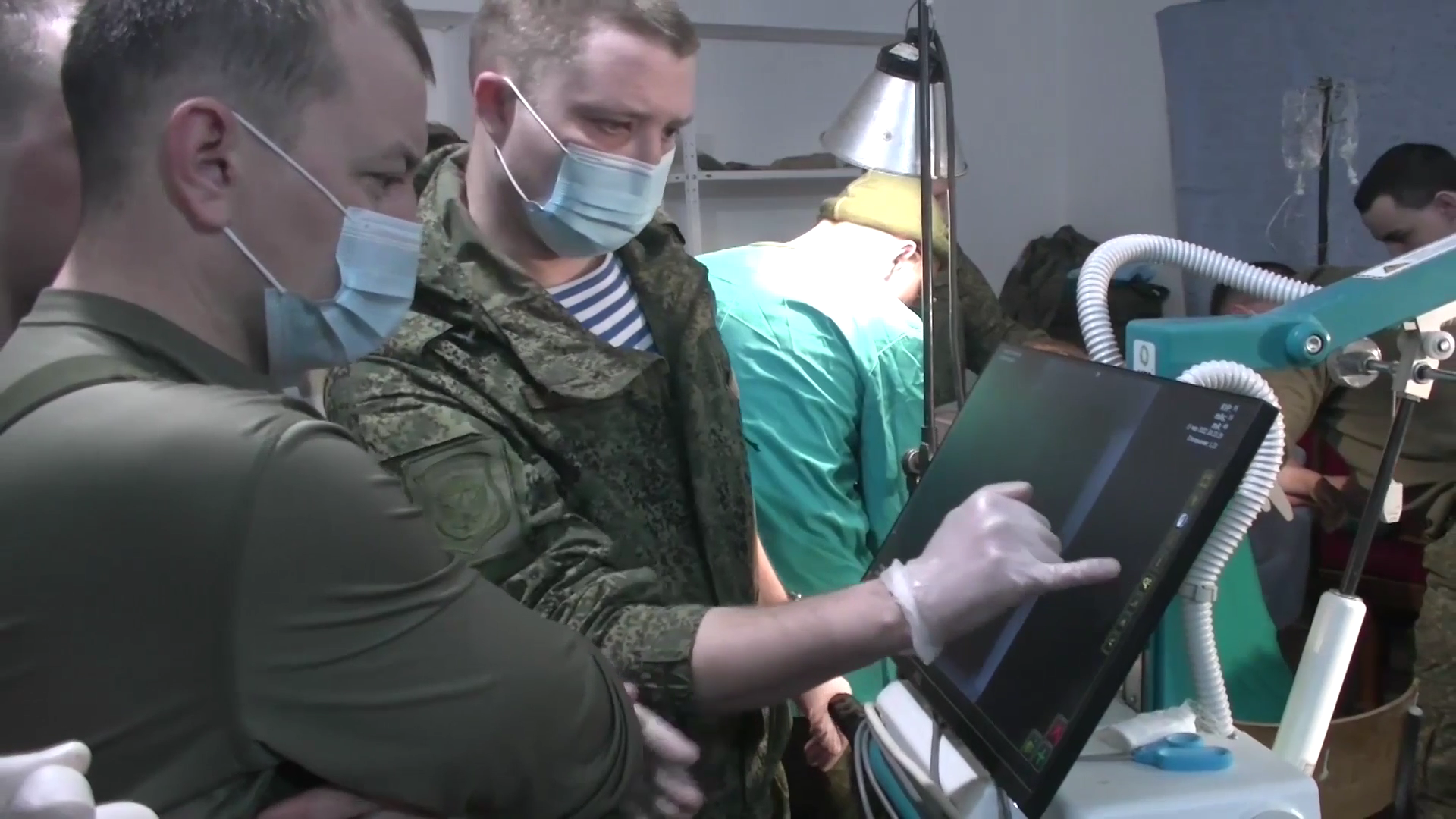

Для различных категорий военнослужащих изучающих военное дело, существуют учебные дисциплины, как то:
- Начальная медицинская подготовка или медицинская подготовка (МедП);
- Военно-медицинская подготовка (ВМП);
- и другие.

Примерное содержание дисциплины — ВМП (Мед. П):
Теория
- Военная медицина, её предназначение и история.
- Личная и коллективная гигиена военнослужащих (военнообязанных).
- Система охрана здоровья военнослужащих (военнообязанных).
- Основы гигиены питания и водоснабжения.
- Средства индивидуального медицинского оснащения военнослужащих и правила пользования ими. Оказание первой помощи при травмах, ранениях и кровотечениях.
- Индивидуальные и коллективные медицинские средства защиты и оказания помощи.
- Оказание первой помощи. Неотложные реанимационные мероприятия.
- Особенности оказания первой помощи при воздействии оружия массового уничтожения (поражения).
- Предупреждение инфекционных заболеваний в условиях применения противником бактериологического (биологического) оружия.
- Первая помощь при поражении техническими жидкостями, электрическим током и других несчастных случаях.
- Розыск раненых и поражённых на поле боя. Вынос и вывоз с поля боя.
- Способы извлечения раненого (поражённого) из боевых машин и другой техники.
- Лечебно-эвакуационные мероприятия.

Практика
- Тренаж, тренировки, сдача нормативов по ВМП (Мед. П), учения и так далее.

## Галерея

Средства эвакуации раненых с поля боя
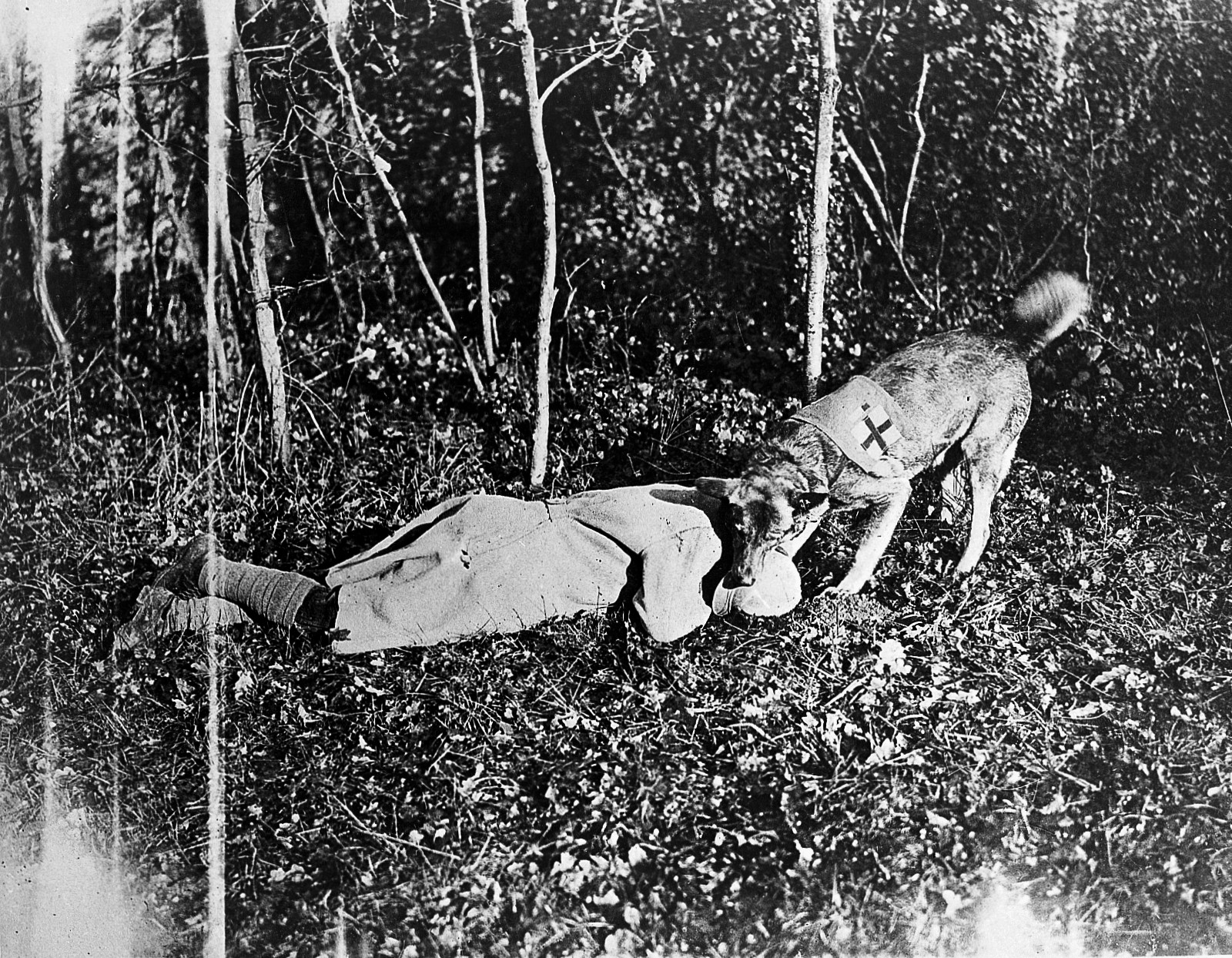
Собака милосердия вытаскивает раненного во время 1 мировой войны
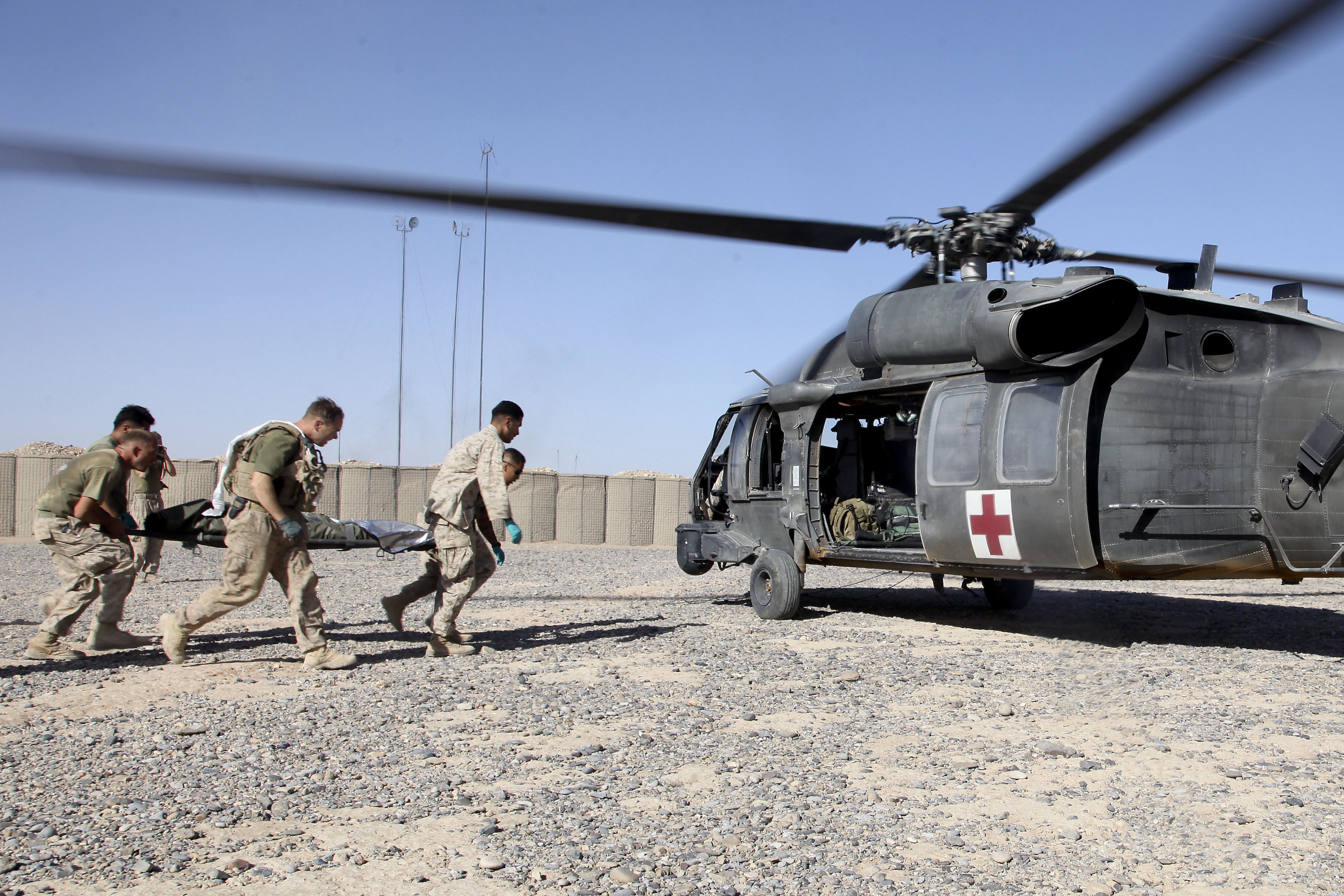
Военный медицинский вертолёт UH-60 ВМС США эвакуирует раненных.
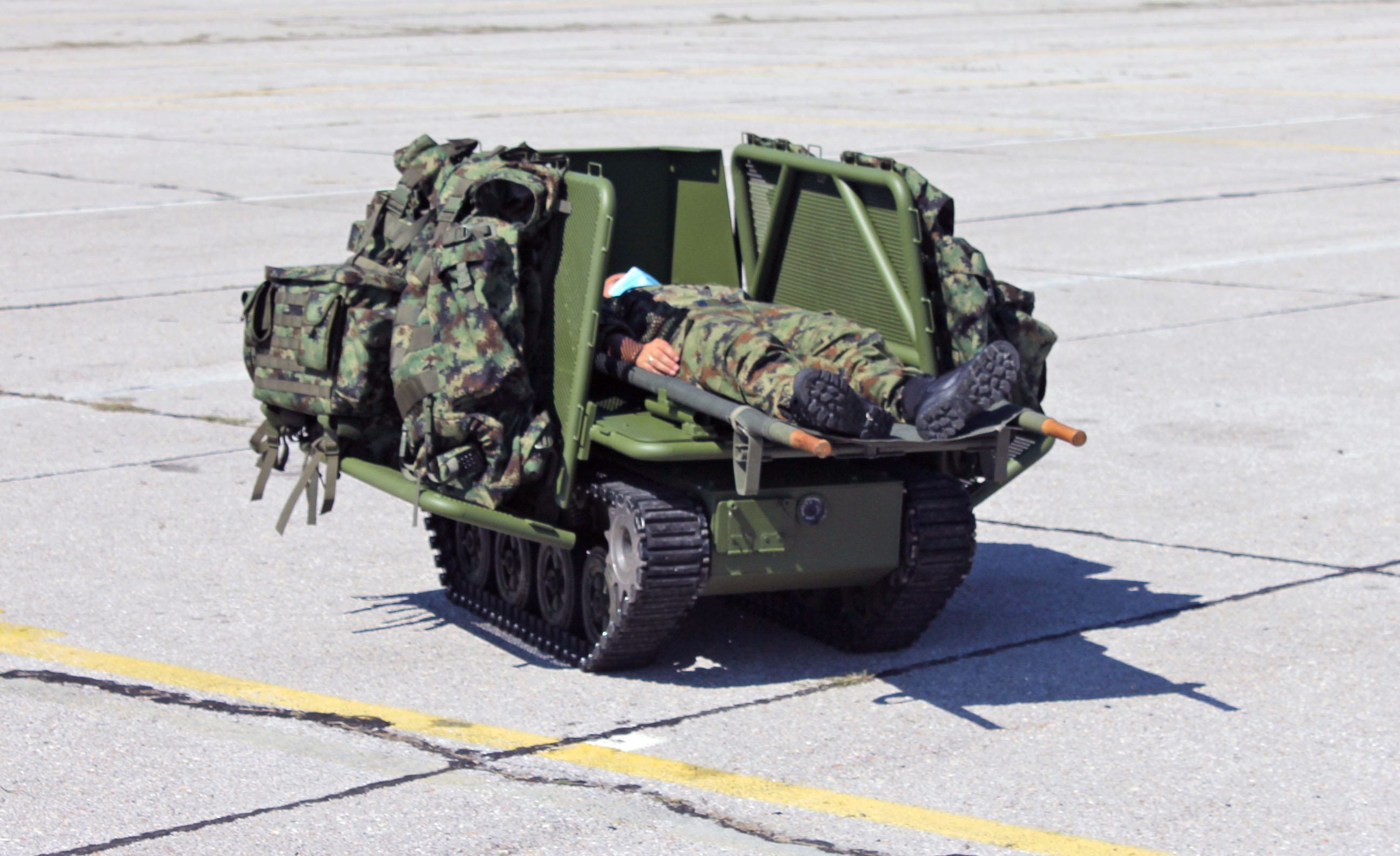
Сербский боевой робот Милош для эвакуации раненных
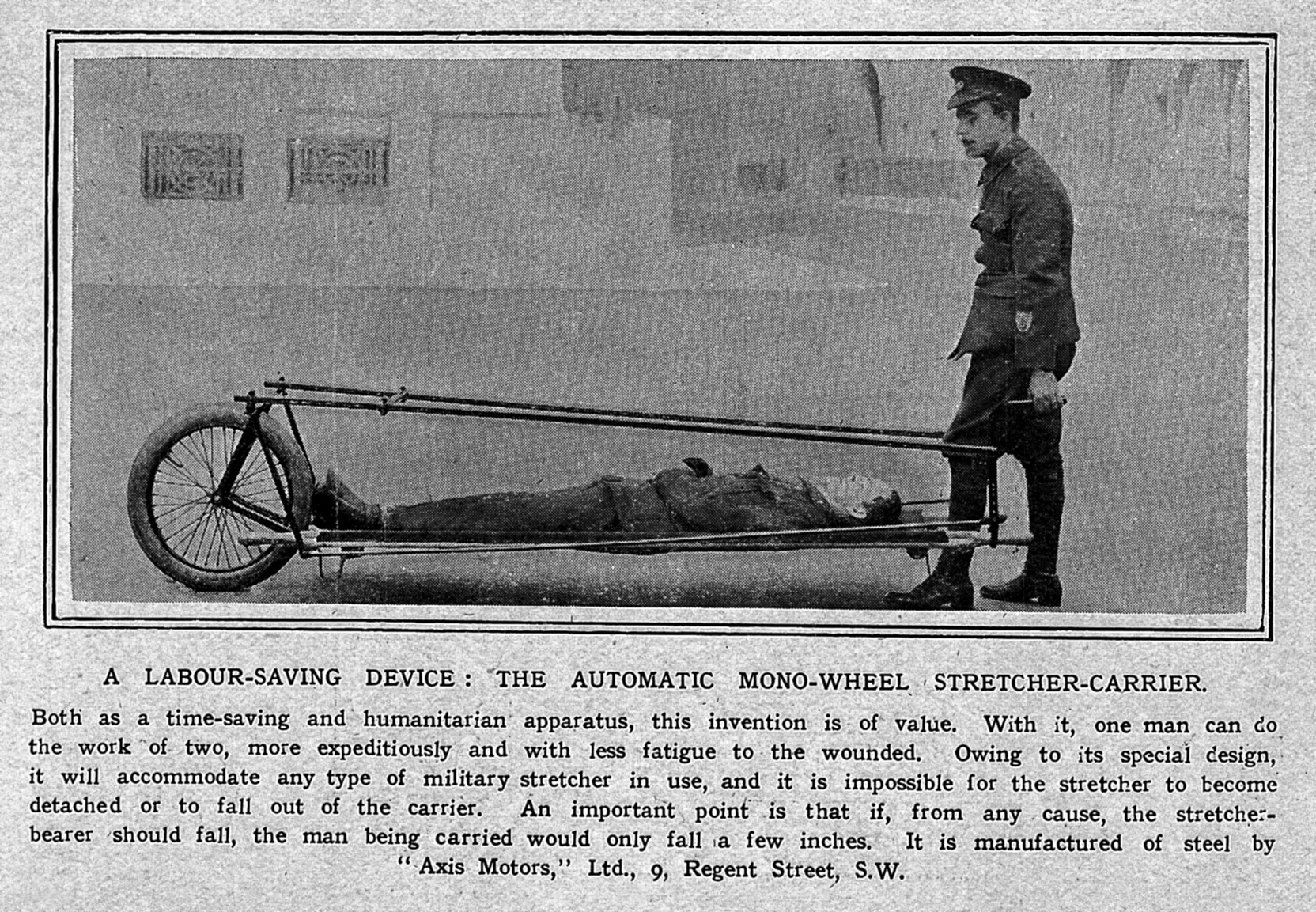
Каталка для перевозки раненных (ПМВ)
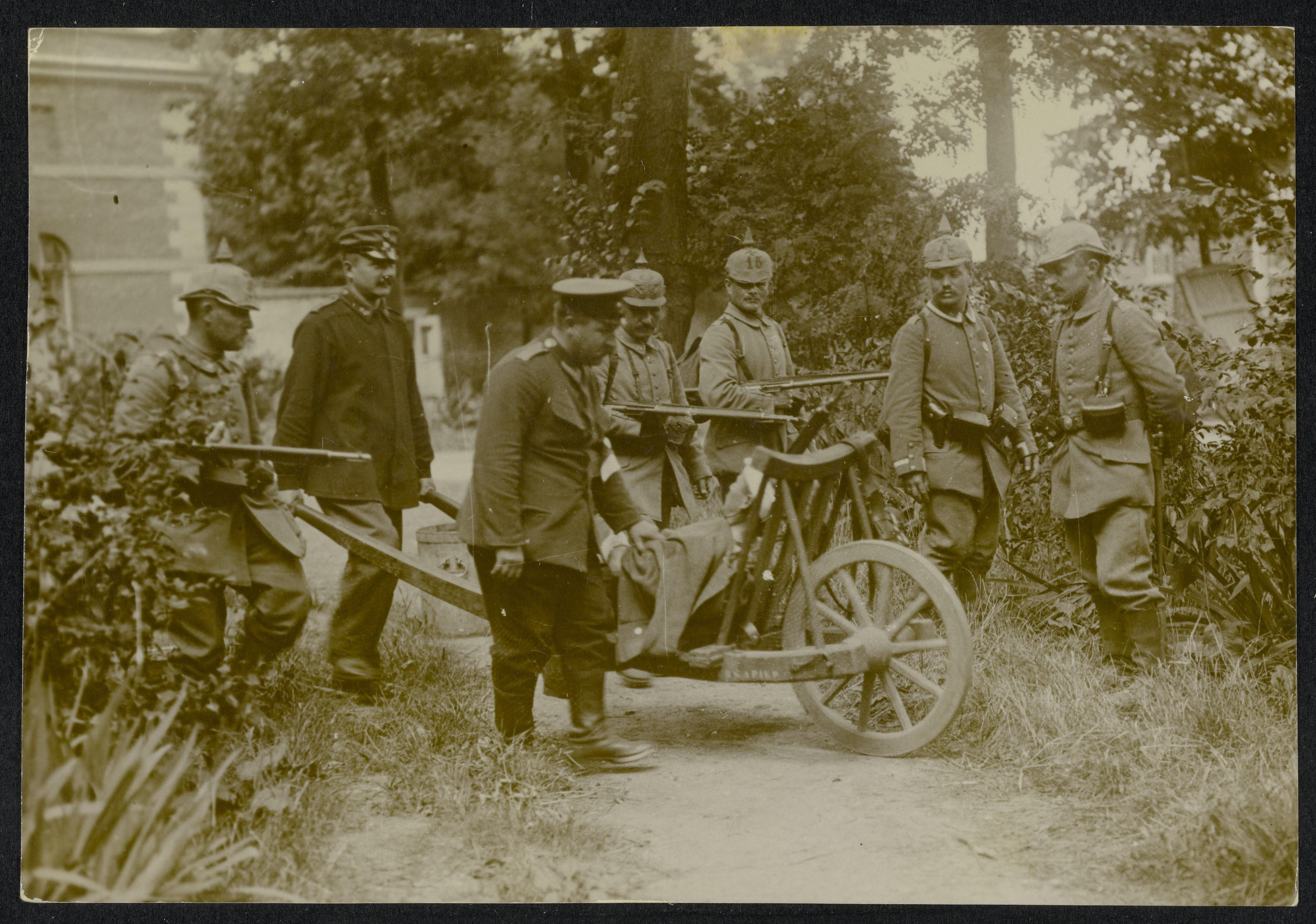
Тачка для перевозки раненных (ПМВ)